# Gariwerdeus beehivensis
Gariwerdeus beehivensis is een pissebed uit de familie Phreatoicidae. De wetenschappelijke naam van de soort is voor het eerst geldig gepubliceerd in 2002 door Wilson & Keable.